# Analista aziendale
Un analista aziendale (anche noto con la locuzione inglese business analyst ) è un professionista che analizza un'organizzazione (reale o ipotetica), tipicamente un'azienda o parte di essa, documentandone l'attività, i processi o sistemi, valutandone il modello di business o il livello di integrazione tecnologica. L'analista aziendale supporta la dirigenza nel guidare le aziende a migliorare processi, prodotti, servizi e software attraverso l'analisi dei dati .
Una figura spesso complementare all'analista aziendale è l'analista di sistemi, che può anche essere definito come un "ponte" tra le tematiche aziendali e le soluzioni tecnologiche: gli analisti di sistema, analizzando i problemi aziendali, operano per trasformarli e risolverli tramite l'adozione di applicazioni software.

## Aree di analisi aziendale
Esistono almeno quattro tipi di analisi aziendale:
1. Business development - per identificare le esigenze e le opportunità di business dell'organizzazione
2. Analisi del modello di business - per definire le procedure e gli approcci di mercato dell'organizzazione
3. Progettazione dei processi - per standardizzare i flussi di lavoro dell'organizzazione
4. Analisi dei sistemi - l'interpretazione delle regole e dei requisiti aziendali per i sistemi tecnici (generalmente all'interno dell'IT)

L'analista aziendale, a volte, fa parte del sistema operativo aziendale e lavora con l'IT per migliorare la qualità dei servizi offerti, fornendo anche assistenza per l'integrazione e il test di nuove soluzioni, fungendo da collegamento tra il management e gli sviluppatori tecnici .
L'analista aziendale può anche supportare lo sviluppo di materiale di formazione, partecipare all'implementazione di nuove soluzioni e fornire supporto post-implementazione. Ciò può comportare lo sviluppo di piani di progetto, data flow diagram e diagrammi di flusso:
1. Processi futuri (to be), ovvero la descrizione dell'evoluzione degli attuali processi aziendali
2. Modelli di dati, ovvero requisiti di dati espressi come un modello di dati documentato
3. Business case, ovvero un'analisi finanziaria contenente costi e benefici
4. Roadmap, ovvero un piano strategico

L'analista aziendale registra i requisiti in uno strumento apposito (es. un semplice foglio di calcolo o di un'applicazione più complessa). Nel ciclo di vita dello sviluppo dei sistemi, l'analista aziendale svolge in genere una funzione di collegamento tra le funzioni di business di un'azienda e i fornitori di servizi IT.

## Settori economici
Gli analisti aziendali lavorano in diversi settori come quello finanziario, bancario, assicurativo, delle telecomunicazioni, dei servizi pubblici, del software, governativi, ecc. Il tipo di lavoro, basato su progetti con un livello di astrazione piuttosto elevato, permette agli analisti aziendali di cambiare settore di attività con facilità.
Le aree tematiche del mondo aziendale in cui gli analisti aziendali possono lavorare comprendono i flussi di lavoro, la fatturazione, la mediazione, la reportistica e la gestione delle relazioni con i clienti.